# Безид
Безид (рум. Bezid) — село в Румынии, входит в состав жудеца Муреш. Административно подчинено городу Сынджеорджиу-де-Пэдуре.
Находится в юго-восточной части жудеца Муреш в 237 км северо-западнее Бухареста, 98 км северо-западнее Брашова, 31 км юго-восточнее Тыргу-Муреша и в 109 км на восток от г. Клуж-Напока.
Расположено в Трансильвании поблизости от одноименного озера. Озеро искусственного происхождения, при его создании было частично затоплено село Безид. Сейчас на поверхности остались видны только верхушки наиболее высоких деревьев и колокольня церкви. Румынское правительство решило построить здесь дамбу, при этом затопив ряд территорий села и эвакуировав местных жителей. 
Население — 699 человек (2002).
| Национальность | Количество жителей | Процент |
| -------------- | ------------------ | ------- |
| венгры         | 629                | 90,0 %  |
| цыгане         | 58                 | 8,3 %   |
| румыны         | 12                 | 1,7 %   |